# Se till mig som liten är
Se till mig som liten är är en roman av Bengt Ohlsson, publicerad 2000.

## Handling
Romanen tar sin början när huvudpersonen Martin är barn och han och hans syster tvingas genomlida föräldrarnas skilsmässa. Efter att ha följt Martins upplevelser och tankar under hans uppväxt får man därefter vara med om Martins egna våndor om hur han tacklar dilemmat att inte göra sitt eget barn till ett skilsmässobarn.